# Байки из склепа (телесериал)
«Байки из склепа» (англ. Tales from the Crypt) — американский телесериал-антология. С 1989 по 1996 год было снято 7 сезонов (в общей сложности 93 эпизода). Первая серия вышла на экраны 10 июня 1989 года, последняя — 19 июля 1996 года. Сериал был основан на популярных в 1950-е годы одноимённых комиксах. Каждый эпизод дебютировал с титульной заставки под музыку, написанную Дэниелом Эльфманом.

## История

### Фильмы 1972 и 1973 годов
Первый фильм под названием «Байки из склепа» по мотивам одноимённых комиксов был создан в 1972 году в Великобритании. Фильм содержал пять историй. В этом фильме снялся Питер Кашинг, а роль хранителя склепа была возложена на Ральфа Ричардсона. В следующем, 1973 году вышло продолжение этого фильма, оно получило название Склеп ужаса (англ. The Vault of Horror). Этот фильм тоже содержал пять историй. Однако оба фильма не снискали большой популярности.

### Сериал
Первая серия сериала «Байки из склепа» вышла 10 июня 1989 года на американском кабельном канале HBO. В этот день было показано сразу три серии, которые длились по полчаса. Идея перенести и адаптировать комиксы на экране принадлежала Роберту Земекису, Джо Сильверу, Уолтеру Хиллу и Элу Кацу, которые выступали в роли продюсеров сериала. Каждая серия начиналась с монолога Хранителя склепа — куклы-мертвеца, озвучкой которого занимался Джон Кассир.
В 1994 году сериал начала показывать телекомпания Fox, однако цензуре подверглось множество кадров, демонстрирующих кровь и обнажённые тела. Последняя серия сериала вышла 19 июля 1996 года.

## О сериале

### Сюжет
В основе сериала лежат отличные друг от друга истории, но объединённые одной темой — совершающие плохие поступки всегда расплачиваются за содеянное.

### Работа над сериалом
В разное время куклой Хранителя склепа поочерёдно двигали: Mecki Heussen, Frank Charles Lutkus III, Patty Maloney, Erik Schaper, Van Snowden, David Stinnett, N. Brock Winkless IV. Режиссёрами сериала выступило множество знаменитых людей, таких как: Ричард Доннер, Том Хэнкс, Тоуб Хупер, Арнольд Шварценеггер, Роберт Земекис, Майкл Джей Фокс, Стивен Хопкинс и др.

## Приглашённые звёзды
Список приглашённых звёзд, задействованных в «Байках», включает в себя таких известных актёров и музыкантов, как: Адам Ант, Арнольд Шварценеггер, Дэн Эйкройд, Грегг Оллмэн, Патрисия Аркетт, Хэнк Азариа, Бо Бриджес, Стив Бушеми, Дэниел Крейг, Тим Карри, Марк Дакаскос, Тимоти Далтон, Роджер Долтри, Бенисио дель Торо, Кирк Дуглас, Рори Кэлхун, Брэд Дуриф, Гектор Элизондо, Дэннис Фарина, Мигель Феррер, Керри Фокс, Вупи Голдберг, Бобкэт Голдтуэйт, Том Хэнкс, Тери Хэтчер, Айзек Хейз, Марг Хелгенбергер, Мэриэл Хемингуэй, Боб Хоскинс, Эрни Хадсон, Эдди Иззард, Марго Киддер, Брайан Краузе, Джон Литгоу, Джон Ловитц, Эндрю МакКарти, Дилан Макдермотт, Юэн Макгрегор, Кайл Маклахлен, Мит Лоуф, Деми Мур, Малкольм Макдауэлл, Дональд О`Коннор, Джо Пантолиано, Билл Пэкстон, Брюс Пэйн, Джо Пеши, Брэд Питт, Игги Поп, Джеймс Ремар, Кристофер Рив, Наташа Ричардсон, Дон Риклз, Мими Роджерс, Тим Рот, Джоан Северанс, Мартин Шин, Брук Шилдс, Слэш, Фрэнк Сталлоне, Джеффри Тэмбор, Ричард Томас, Леа Томпсон, Твигги, Вэнити, Стивен Уэбер, Дэвид Уорнер, Джордж Уэндт, Билли Уирт, Трит Уильямс, Рой Броксмит, Рита Уилсон, Берт Янг, Майкл Джей Фокс
, Джеймс Толкан, Джон Рис-Дэвис, Ли Аренберг и Кэти Сагал, Алан Армстронг и Билли Зейн.
Некоторые из актёров (например Маршалл Белл, Ларри Дрейк, Лэнс Хенриксен, Майкл Айронсайд, Стив Кэхэн, Трой Эванс) снимались в сериале по несколько раз, периодически появлялись в новых эпизодах уже в других ролях.

## Наследие
В 1995 и 1996 году, на волне популярности сериала, были выпущены «Рыцарь-демон» и «Кровавый бордель». В 2001 году должен был выйти на экраны кинотеатров фильм «Ритуал», который также был основан на известной серии, но выпуск был отложен до 2006 года, в котором фильм был выпущен сразу на DVD. Кроме того, на основе сериала был создан и показан в период с 1993 по 1995 год мультипликационный сериал «Байки Хранителя склепа» (Tales From the Cryptkeeper). Сериал насчитывал 39 серий.
Также на телеканале CBS была поставлена детская телеигра под названием «Секреты привиденческого дома Хозяина склепа» (Secrets Of The Cryptkeeper’s Haunted House). Телеигра в своё время получила дневную премию «Эмми». По мотивам сериала была создана телеканалом SciFi серия радиопостановок.
В 1997 году HBO снял сериал «Причуды науки», похожий на «Байки из склепа» по формату, но не получивший большой популярности.
Для поклонников «Хранителя склепа» был также выпущен альбом «Have Yourself a Scary Little Christmas», в котором известные рождественские песни наполнялись чёрным юмором.

## Музыка
- Сезон 1, Эпизод 1: «Человек, который был Смертью» («The Man Who Was Death», премьера 10.06.1989) — В сцене, когда байкер Джимми Флад (Роберт Уинли) едет на мотоцикле, звучит инструментальная рок-композиция Линка Рея «Rumble» (1958) в исполнении «The Ry Cooder Band».
- Сезон 1, Эпизод 2: «В канун Рождества» («And All Through the House», в переводе Юрия Немахова — «Мирно дремлет старый дом…», премьера 10.06.1989) — В начальных титрах эпизода задействован трек «The Nat King Cole Trio» — «The Christmas Song (Chestnuts Roasting on an Open Fire)» (1946).
- Сезон 2, Эпизод 1: «И к гадалке не ходи» («Dead Right», в переводе Юрия Немахова — «Смертельно верное предсказание», премьера 21.04.1990) — В середине эпизода персонажи Джеффри Тэмбора и Деми Мур исполняют танец под песню Фреда Астера «Cheek to Cheek».
- Сезон 2, Эпизод 8: «Ради громких криков» («For Cryin' Out Loud», премьера 22.05.1990) — Сыгравший здесь самого себя Игги Поп исполнил вместе с группой «The Leather Weazl» две песни со своих сольных альбомов: «Kill City» (1977) и «Five Foot One» (1979).
- Сезон 2, Эпизод 13: «Катастрофа Кормана» («Korman’s Kalamity», премьера 26.06.1990) — Во вступительных титрах, открывающих эпизод, использована композиция «The Temptations» — «Just My Imagination (Running Away with Me)» (1971).
- Сезон 3, Эпизод 1: «До смерти влюблён» («Loved to Death», премьера 15.06.1991) — В самом начале эпизода звучит инструментальная версия песни Джимми Уэбба «Up, Up and Away» (1967).
- Сезон 3, Эпизод 3: «Ловушка» («The Trap», премьера 15.06.1991) — В начале эпизода, когда Айрин (героиня Тери Гарр) готовит еду, она пританцовывает при этом под звучащую по радио песню Питера Аллена «I Go To Rio» (1976).
- Сезон 4, Эпизод 9: «Король дороги» («King of the Road», премьера 08.08.1992) — В конце эпизода звучит песня «Roll With the Punches» в исполнении Уоррена Зевона.
- Сезон 4, Эпизод 11: «Раздвоение личности» («Split Personality», премьера 26.08.1992) — В саундтрек эпизода вошло пять песен: Marvin Gaye — «Straighten Up and Fly Right» (1965), Perry Como — «Caterina» (1962), Dean Martin — «Everybody Loves Somebody» (1964), Pat Boone — «April Love» (1957). Главный герой эпизода Вик (Джо Пеши) периодически на протяжении всей серии напевает песню группы «Right Said Fred» — «I'm Too Sexy» (1991) со слегка изменённой лирикой.
- Сезон 5, Эпизод 13: «Вместе до самой смерти» («Till Death Do We Part», премьера 08.12.1993) — В сцене в ресторане можно услышать мелодию «Hey, Pachuco» в исполнении «Royal Crown Revue».
- Сезон 6, Эпизод 2: «Обезличенное знакомство» («Only Skin Deep», премьера 31.10.1994) — В начальной сцене на карнавальной вечеринке играет песня «Change» в исполнении прогрессив-метал группы «Bigelf».

## Сериал на видео

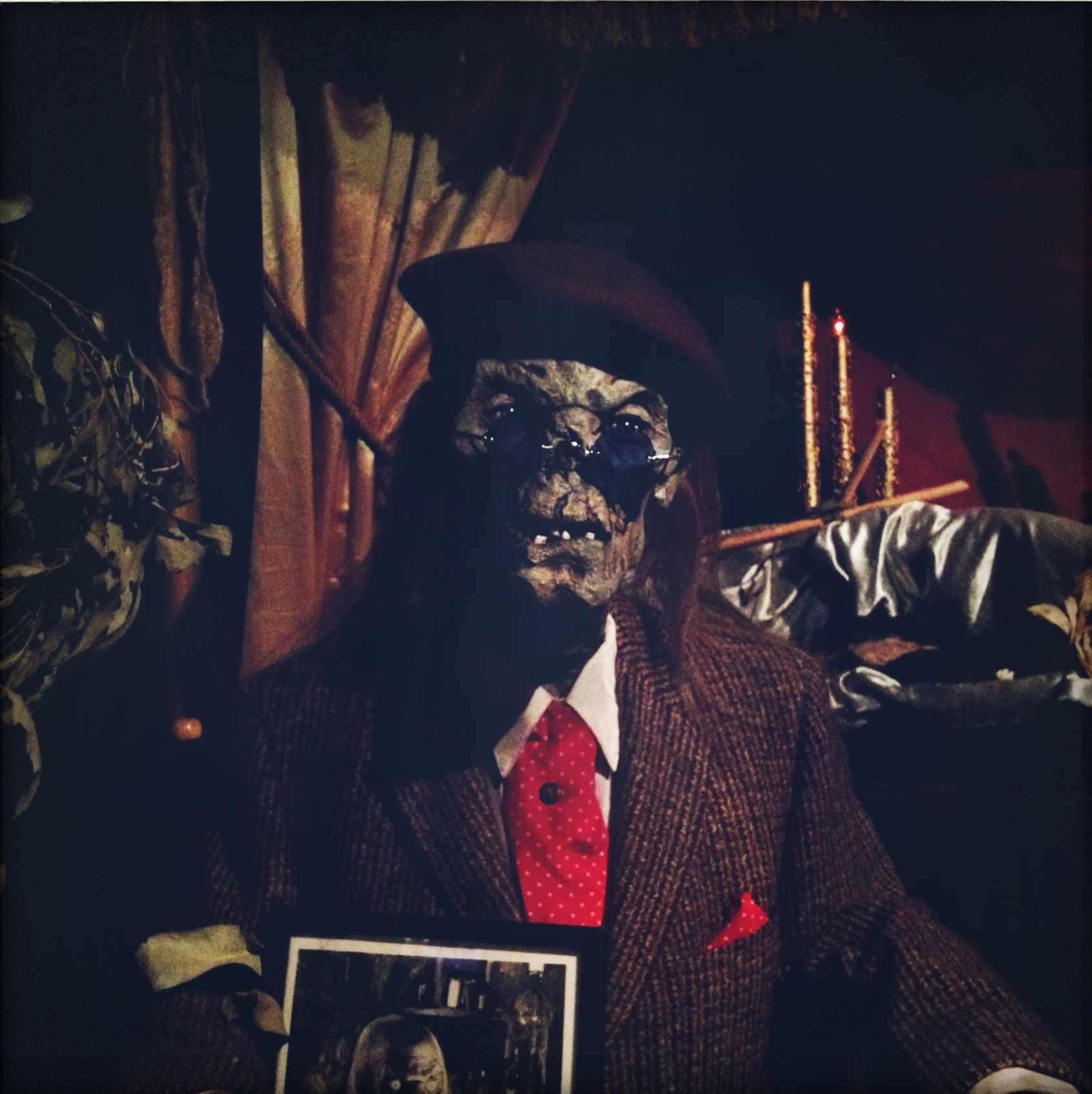
Кукла из телесериала в Музее Голливуда.

В России сериал частично выпускался на лицензионных видеокассетах. Всего было выпущено 10 частей:
- Том 1: «Раздвоение личности», «Обитатели латунных катафалков», «Смертельное ожидание»
- Том 2: «Ловушка», «Единственная секунда», «На груди мертвеца»
- Том 3: «Абра Кадавр», «Так умирает падаль», «Только для одиноких сердец»
- Том 4: «Что там в кастрюльке?», «Концерт оборотня», «Все хорошо, что хорошо кончается»
- Том 5: «Ты, убийца», «Дом страха», «И наступил рассвет»
- Том 6: «Любовь до гроба», «Месть — это безумие», «Смерть красотки»
- Том 7: «Старомодный вампир», «Маньяк на свободе», «Смерть коммивояжёра»
- Том 8: «Ужас на лестнице», «Привычная колея», «Амбер навсегда»
- Том 9: «Смертельный трюк», «Третий поросенок», «Не рой яму другому», «Искусство требует жертв»
- Том 10: «Рецепты смерти», «Кабельщик», «Линия смерти», «Убийца», «Наступает рассвет», «Холодная война»

## Премии

### Награды
Фильм выиграл следующие награды:
- 1991 — Motion Picture Sound Editors' Golden Reel Award for Best Sound Editing.
- 1992 — Motion Picture Sound Editors' Golden Reel Award for Best Sound Editing.
- 1993 — Motion Picture Sound Editors' Golden Reel Award for Best Sound Editing.
- 1994 — American Cinema Editors' Eddie Award for Best Edited Half Hour Series for Television за эпизод «People Who Live in Brass Hearses».

### Номинации
- В 1990 сериал был номинирован на прайм-таймовую премию «Эмми» в номинации «Лучший приглашённый актёр в драматическом сериале» (Уильям Хикки, эпизод «The Switch»)
- 1991 — Young Artist Award for Best Young Actor in a Cable Special (Mike Simmrin in the episode «The Secret»)
- 1992 — Casting Society of America’s Artios Award for Best Casting for TV, Dramatic Episodic
- 1994 — Emmy Awards for Outstanding Individual Achievement in Makeup for a Series and Outstanding Lead Actor in a Drama Series (Кирк Дуглас)
- 1994 — American Cinema Editors' Eddie Award for Best Edited Half Hour Series for Television (for the episode «The Lipreader»)
- 1994 — Emmy Awards for Outstanding Guest Actor in a Drama Series (Tim Curry in the episode «Death Of Some Salesman»), Outstanding Individual Achievement in Costume Design for a Series and Outstanding Individual Achievement in Makeup for a Series
- 1994 — Young Artist Award for Best Youth Actor Guest Starring in a Television Show (Raushan Hammond in the episode «People Who Live in Brass Hearses»)
- 1995 — Emmy Award for Outstanding Individual Achievement in Costume Design for a Series
- 1996 — American Society of Cinematographers Award for Outstanding Achievement in Cinematography in Regular Series (for the episode «You Murderer»)

## Перезапуск
В январе 2016 года стало известно, что телеканал TNT решил сделать перезапуск сериала под руководством М. Найт Шьямалана. В апреле 2016 года было объявлено, что сериал, состоящий из 10 эпизодов, выйдет в 2017 году. Однако в дальнейшем телеканал TNT отменил готовящийся перезапуск шоу. Камнем преткновения стали юридические права.